# Igor Glek
Igor Vladimirovitch Glek (russe : Игорь Глек, né le 7 novembre 1961 à Moscou) est un grand maître allemand du jeu d'échecs d'origine russe, il est également un entraîneur, un théoricien, un écrivain et un organisateur de compétitions d'échecs. Il réside à Essen en Allemagne depuis 1994.

## Biographie et carrière
Après un diplôme de l'université de Moscou en ingénierie économique obtenu en 1983, il travaille comme économiste jusqu'en 1986 et accomplit ensuite son service militaire dans l'Armée rouge. À partir de 1989, il peut se concentrer sur les échecs, devenant joueur professionnel puis grand maître international en 1990.
Il a été l'entraîneur de nombreux jeunes joueurs talentueux et a signé de nombreux articles sur les échecs. Il est connu pour avoir rédigé une quantité de rapports d'ouvertures pour New in Chess et la série de livres Secrets of Opening Surprises avec Jeroen Bosch. Glek est réputé pour son répertoire d'ouverture étendu et créatif, et il n'hésite pas à employer des variantes rares. Avec les Blancs, il joue principalement 1.e4 et préfère la défense est-indienne, la défense française et la défense hollandaise avec les Noirs. Il a donné son nom à une variante classique de la défense est-indienne caractérisée par le coup 7...Ca6, ainsi qu'une variante de la partie des quatre cavaliers (4.g3).
Il a remporté plus de 100 tournois internationaux dont le World Open à Philadelphie en 1990, l'open de Vienne en 1990, l'open d'Utrecht en 1999, l'open de Zwolle en 2002 (avec Mikhail Gourevitch et d'autres). Il obtient une 2e place à l'open de Cappelle-la-Grande en 1998 et à l'open Ordix (derrière Viktor Bologan), un tournoi de parties rapides de 2002. Au sommet de sa carrière, en 1996, il a un classement Elo de 2670 et est 12e joueur mondial.
Il remporte également des succès en équipe, surtout avec son club Norilsk Nikel et contribué à la médaille d'argent de l'équipe russe au championnat d'Europe par équipe en 1997.
De nos jours, il emploie essentiellement son temps à l'organisation. Il est un des membres fondateurs de l'Association of Chess Professionals (ACP) en 2003 et y est élu au conseil d'administration en 2004. En 2005 et 2006, il est directeur technique de l'open international de Moscou et est membre du comité de la Fédération internationale des échecs pour les tournois de la jeunesse et est élu président de la World League of Chess Tournaments (WLCT).